# Manuel Marliani
Manuel Marliani Cassens (Cadis, 13 de juliol de 1795 - Florència, 5 de gener de 1873) fou un escriptor i polític gadità, d'ascendència milanesa i per això súbdit austríac. Casat a octubre de 1830 amb Charlotte de Folleville (1790-1850) i després amb Giulia Mathieu. Cònsol i senador del Regne d'Espanya; després fou diputat i senador del nou Regne d'Itàlia.

## Obres
- L'Espagne et ses révolutions (1833)
- Histoire politique de l'Espagne moderne... (1840-41)
- Histoire politique de l'Espagne moderne... Vol.2 (1842)
- De la Influencia del Sistema prohibitivo en la Agricultura, Industria, Comercio, y rentas publicas[1]
- Combate de Trafalgar: Vindicacion de La Armada Espanola (1850)[2]
- 1854-1869. Un cambio de dinastía: la Casa de Borbón y la Casa de Saboya. Memoria (1869)